# Виктор Векщейн
Виктор Векщейн е съветски музикант, художествен ръководител и продуцент, основател на вокално-инструменталния ансамбъл „Поющие сердца“, продуцент на „Ария“ от 1985 до 1988 г.

## Биография
Роден е на 20 юли 1939 г.
Добива известност като ръководител на поп групата „Поющие сердца“ през 70-те години на XX век. През 1974 г. групата печели всесъюзния конкурс за поп изпълнители. От „Поющие сердца“ кариерата си започват изпълнители като Валерий Кипелов, Антонина Жмакова (станала по-късно съпруга на Векщейн), Николай Носков, Кирил Покровский. Групата издава 2 албума и няколко сингли на грамофонни плочи в края на 70-те и началото на 80-те години.
През 1985 г. членовете на „Поющие сердца“ Владимир Холстинин и Алик Грановский основават „Ария“, на която Векщейн е продуцент. В края на 1986 г. повечето членове на „Ария“ напускат Векщейн поради ниските хонорари, които получават. През 1988 г. цялата група напуска продуцента.
Заедно със съпругата си Антонина Жмакова Виктор основава група „Спрут“. На 18 януари 1990 г. Векщейн е намерен мъртъв в гаража, в Мерцедеса си, отровен от изгорели газове. След смъртта му музикалният издател „Мелодия“ издава албум на „Спрут“, както и сингъла „Дебют“.

## Дискография
- ВИА „ПОЮЩИЕ СЕРДЦА“ – 1975
- "Антонина Жмакова и ансамбль „Поющие сердца“ – 1980
- Виктор Векштейн & Спрут – 1990